# Ahrue Luster
Ahrue Luster (Chicago, 17 settembre 1968) è un chitarrista statunitense.
È un chitarrista di genere metal, attualmente membro della nu metal band Ill Niño. In passato è stato anche componente della heavy metal band Machine Head con cui ha pubblicato due album proprio nel periodo in cui la band svoltò con decisione verso le sonorità nu metal che andarono molto in voga alla fine degli anni '90.

## Biografia
Ahrue iniziò la sua carriera musicale come membro della oggigiorno sciolta thrash metal band Horde of Torment. Lasciato il gruppo si unì nel 1999 ai Machine Head, con i quali pubblicò due album, The Burning Red e Supercharger. Nel 2001 Luster lasciò il gruppo a causa di contrasti con i componenti (si pensa dovuti alle sue influenze musicali). Lontano dai Machine Head, accettò di unirsi al progetto nu metal della neo formata band Ill Niño, di cui è ancora oggi componente stabile e con cui ha già pubblicato sette album.

## Discografia

### Con gli Ill Niño
- 2003 – Confession
- 2005 – One Nation Underground
- 2006 – The Under Cover Sessions
- 2008 – Enigma
- 2010 – Dead New World
- 2012 – Epidemia
- 2014 – Till Death, La Familia

### Con i Machine Head
- 1999 – The Burning Red
- 2001 – Supercharger

### Con i The Horde of Torment
- 1989 – Product of a Sick Mind (Demo)
- 1989 – North American Thrash Assault (Split con Tynator, Coldsteel, Harter Attack e Decrepit Ūth)
- 1990 – Inherit the Sin (Demo)

### Altri
- 1989 – Pestilence - Infected (Demo)
- Pulse – Pulse (Demo)

### Collaborazioni
- 2010 – God.Fear.None - Over Black Clouds (chitarra nel brano Ghost of a Chance)
- 2011 – The 1984 – Room 101 (chitarra solista nel brano Cycle)
- 2018 – Taipan - The Nine Battlegrounds (chitarra nei brani The Nine Battlegrounds, Hades, Pestilence e Digital Religion)